# Urška
Urška je žensko osebno ime.

## Druge oblike imena
Urša, Uršika, Uršula

## Izvor imena
Ime Urška je tvorjenka na -ka iz imena Urša, ta pa je skrajšana oblika iz imena Uršula.

## Pogostost imena
Po podatkih Statističnega urada Republike Slovenije je bili na dan 31. decembra 2007 v Sloveniji 7.311 oseb z imenom Urška. Ime Urška je bilo na ta dan po pogostosti uporabe med ženskimi imeni na 30. mestu.

## Osebni praznik
V koledarju je Urška uvrščena k imenu Uršula. God praznuje 21. oktobra.

## Znane osebe
Urška Hrovat, Urška Babič, Urška Čerče, Urška Križnik Zupan, Urška Pompe, Urška Žolnir, Urška Ferligoj, Urška Dolinarka